# Капилароскопија нокта
Капилароскопија нокта је високо осетљива, јефтина, једноставна, безбедна и неинвазивна метода снимања која се користи у морфолошкој анализи исхране капилара у пределу ноктију.  Данас се ова метода користи за групу поремећаја спектра склеродерме да би се разликовао примарни Рејноов феномен (РФ) од секундарног РФ код реуматских обољења. Аналогне промене се могу приметити и код других болести везивног ткива (БВТ) као што су мешана болест везивног ткива, синдроми преклапања, дерматомиозитис и полимиозитис.

## Опште информације
Рано откривање микроваскуларних промена које могу настати код неких инфламаторних болести везивног ткива главна је предност капилароскопије, која је привукла пажњу многих реуматолога, након што су Амерички колеџ  за реуматологију и Европска лиги против реуматизма, предложили  капилароскопију као додатни критеријум за прелиминарну класификацију системске склерозе (ССк).
Када се користе заједно, аутоантителима  капилароскопски налази су генерално прихваћени као моћан дијагностички алат за откривање нових болести везивног ткива (БВТ ) код пацијената са Рејноовим феноменом.  Различити параметри као што су: антинуклеарна антитела (АНА),  број капилара и  присуство џиновских капилара, комбиновани су у алгоритми који су означени под називом  прогностичка упутства заснована на правилима помоћу капилароскопског прегледа ноктију и серологија повезане са склеродермом. Ово је омогућило стратификацију Рејноовог феномена (РФ) на основу ризика од инцидената системске склерозе.
Процедура снимања траје око 15-30 минута.

### Дистрибуција капилара
У већини делова људског тела капиларне петље су окомите на површину коже, док у пределу набора ноктију постају паралелне са површином коже. Хомогена и уређена дистрибуција капилара распоређених паралелно и на правилним уским растојањима између узлазних и силазних грана налази се у капилароскопским прегледима здравих субјеката, укључујући децу и адолесценте.  
Регуларна капиларна дистрибуција се односи на правилан и уредан распоред капилара у редовима.
Дезорганизација капилара или неорганизована архитектура се дефинише као потпуно изобличење нормалног и правилног капиларног узорка.

## Примена
Опште мишљење о повезаности капилароскопских налаза са клиничком укљученошћу и активношћу болести код системске склерозе није уједначено. Ово је наводно зато што су фазне промене микроангиопатије повезане са системском склерозом готово универзална карактеристика склеродерме и нису специфичне за одређени тип пратеће клиничке манифестације. Дакле, брзина прогресије микроваскуларних алтерација може бити одлучујући критеријум, а у случајевима брзе динамике капилароскопских налаза може се сматрати индикатором активности болести.
Занимљиво је да је васкуларни „опоравак“ примећен након третмана имуносупресивним лековима, трансплантације хематопоетских матичних ћелија и антагониста ендотелинског рецептора – босентана. 
Даљи развој знања о капилароскопији набора ноктију код системске склерозе проширио је њену примену од углавном дијагностичког алата до утврђеног, поузданог метода за процену активности болести, прогнозе болести и терапијског одговора.

## Предуслови
Важне тачке и разматрања које треба имати на уму у процедури капилароскопије су:
- Од пацијената се тражи да избегавају узимање кофеина и пушење 4-6 сати пре прегледа.[13]

- Пацијентима се саветује да не уклањају кутикулу ноктију месец дана пре снимања како би избегли микротрауме које би могле да доведу преглед у опасност.[14]

- У поступку треба користити само биљна уља (неутрална уља) која су погодна за кожу, као што су уље ораха, уље кедровине, маслиново уље и уље од кикирикија. Примена уобичајених имерзионих уља која се користе у микроскопији може изазвати иритацију коже и слузокоже.
- Физички повређени прсти се искључују из испитивања.[15]
- Пре капилароскопије ножних прстију, од пацијената се тражи да меком четком очисте нокте на ногама и уклоне прљавштину и бактерије које се могу заглавити у угловима ноктију, водећи рачуна да не оштете околну кожу.
- Капилароскоп је боље поставити на под приликом прегледа ножних прстију, али је за упоредни преглед прстију прикладније да апарат буде на столу.[16]
- Снага увећања оптичких сонди може да се креће од 100 х до 1.000 х, иако се увећање од 200 х рутински користи у клиничкој пракси. Капиларе се могу јасније посматрати при овом увећању; међутим, свака капилароскопска слика направљена на овај начин може покрити само четвртину површине набора ноктију. При увећањима већим од 600 х, крвне ћелије унутар капилара се могу визуелизовати.[17]
- Пошто четврти и пети прст обе руке имају највећу транспарентност коже, најпрецизније морфолошке процене могу се добити са ових прстију.[18]
- Пре поступка капилароскопије пацијентима, посебно деци, требало би се објаснити функције опреме.[2]
- Вазодилатација се може спречити хладним извором светлости. Када користите контактне оптичке сонде, примену минималног притиска на наборе ноктију треба избегавати, јер то може да модификује крвне судове.[19]
- Да би се правилно сагледале све морфоструктурне карактеристике испитиваног поља, капилароскопска сонда мора да се помера спорим равномерним покретом.[20]
- Предлаже се да слике добијене током прегледа треба да анализирају два различита стручњака без претходног познавања клиничког стања пацијента, јер је мерење капиларних димензија ручно заморно и склоно нетачности.[21]
- На истом прсту здравог субјекта, морфолошки образац микроциркулације набора ноктију обично остаје константан дуги низ година.[22]
- За бољу резолуцију слике, додавање више уља би могло бити од користи. Међутим, и премало или много уља може смањити резолуцију и треба их избегавати.[23]
- Сасвим је уобичајено да има мали или никакав капиларни проток када је просторија за испитивање хладна или је субјект нервозан.[23]

## Значај методе
Једноставност, сигурност и неинвазивност капилароскопије набора ноктију су од непроцењиве вредности у откривању основне болести везивног ткива  код пацијената са Рејноовим феноменом (РФ). Друго нови третмани и специфичне терапије примењене у ранијој префиброзној фази системске склерозе могу бити корисније у ублажавању и контроли болести. 
У прогресивним стадијумима болести, капилароскопија може бити корисна у праћењу микроваскуларног утицаја лекова. Стога се капилароскопија може сматрати прилично осетљивим и високо специфичним тестом за откривање и скрининг поремећаја спектра склеродерме и корисним алатом за праћење и предвиђање захватања органа у склеродерми. 